# Karl Ehrenbolger
Karl Ehrenbolger (13 november 1899 – † onbekend) was een Zwitsers voetballer, die speelde als aanvaller.

## Clubcarrière
Ehrenbolger speelde gedurende zijn carrière voor FC Nordstern en FC Concordia, beide clubs uit Bazel.

## Interlandcarrière
Ehrenbolger kwam achttien keer (één goal) uit in het Zwitsers nationaal elftal in de periode 1924–1929. Onder leiding van de Engelse bondscoach Teddy Duckworth nam hij met zijn vaderland deel aan de Olympische Spelen 1924 in Parijs, waar de Zwitsers de zilveren medaille wonnen. In de finale verloor de ploeg met 3–0 van Uruguay, dat de revelatie van het toernooi werd.
| Logo van de Olympische Spelen | Goud | Zilver | Brons | Logo van de Olympische Spelen |
|                               | 0    | 1      | 0     |                               |